# Clément Desessard
Pour les articles homonymes, voir Desessard.
Clément Desessard, né à Toulon le 31 juillet 1920 et mort le 21 février 2003 à Viriat, est u ngénieur et officier dans l'Armée de l'air française, il est l'auteur de la célèbre méthode de latin Le latin sans peine (Assimil, 1966).

## Biographie
En 1939, Clément Desessard entre à l'école de la Force aérienne, mais à la suite de la défaite de 1940 il doit interrompre ses études et se rend au Maroc avec une partie de la flotte aérienne. Il parvient en 1942 à rejoindre la France libre en Grande-Bretagne où il sert durant la Seconde Guerre mondiale comme navigateur de bombardier. Après la guerre, il fait des études d'ingénieur à l'Institut polytechnique de Grenoble, dont il sort ingénieur radiotechnicien.
Son expérience de la guerre européenne lui permet de réfléchir sur les désastres qu'ont provoqués en Europe les fanatismes nationalistes, et l'idée d'unir les Européens après le drame de la guerre lui tient à cœur. Il souhaite développer une langue commune à tous les Européens et pense au latin qui jadis avait tenu ce rôle.
En 1963, il participe au Colloque sur le latin vivant Conventus Internationalis Vivae Latinitati Fovendae Argentorati à Strasbourg. C'est aussi l'année où il propose à la maison d'édition Assimil son projet de méthode de latin vivant qui, à sa grande surprise, est acceptée par l'éditeur. La première édition de la méthode Assimil le latin sans peine paraît en 1966.
La même année il termine sa carrière dans l'Armée de l'air avec le grade de colonel. Il continue son parcours professionnel à la société Aérospatiale jusqu'en 1982.
Durant les années 1980-1990, il est l'organisateur des Feriae latinae, un rassemblement annuel d'amateurs de latin vivant.

## Œuvres
Son livre le latin sans peine sera régulièrement réédité jusqu'en 2005. Une adaptation italienne paraît en 2002 et est depuis, elle aussi, régulièrement rééditée. Plus récemment, en 2013, paraît une adaptation pour germanophones sous le titre Latein ohne Mühe. Les éditions italienne et allemande sont accompagnées d'enregistrements digitaux - sous la forme de CD et de fichiers mp3. Ces enregistrements sont en prononciations restitutée et ecclésiatique, ce qui correspond en latin respectivement à pronuntiatus restitutus et pronuntiatus ecclesiasticus.
En 2007, la société Assimil remplace en France l'édition historique de Desessard par un nouvel ouvrage intitulé Le latin par I. Ducos-Filippi. En octobre 2015, la méthode de Desessard est reprise par Assimil, avec des enregistrements faits exclusivement en prononciation restituée.

## Publications
- 1966 : Clément Desessard, Lingua Latina sine molestia, Le latin sans peine, Paris, Assimil, 1966.
- 2013 : Clément Desessard, Latein ohne Mühe, Deutsche Übersetzung und Bearbeitung von M. Fischer & S. Gagneur, Korrektoren A. Gratius Avitus, Uvius Fonticola, Rodrigo H. Kahl, Köln, Assimil, 2013, 623 pp.  (ISBN 978-3-89625-029-2).
- 2015 : Clément Desessard, Le Latin, Paris, Assimil, 2015, 744 pp.  (ISBN 978-2700506907).